# Condado de Habersham
El condado de Habersham (en inglés: Habersham County), fundado en 1818, es uno de 159 condados del estado estadounidense de Georgia. En el año 2009, el condado tenía una población de 42 272 habitantes y una densidad poblacional de 50 personas por km². La sede del condado es Clarkesville.

## Geografía
Según la Oficina del Censo, el condado tiene un área total de 723 km² (279,2 mi²), de la cual 720 km² (278 mi²) es tierra y 3 km² (1,2 mi²) (0.37%) es agua.

### Condados adyacentes
- Condado de Rabun (norte)
- Condado de Oconee (Carolina del Sur) (este)
- Condado de Stephens (este)
- Condado de Banks (sur)
- Condado de Hall (suroeste)
- Condado de White (oeste)
- Condado de Towns (noroeste)

## Demografía
Según el censo de 2000, los ingresos medios por hogar en el condado eran de $36 321, y los ingresos medios por familia eran $42 235. Los hombres tenían unos ingresos medios de $28 803 frente a los $23 046 para las mujeres. La renta per cápita para el condado era de $17 706 Alrededor del 12.20% de la población estaban por debajo del umbral de pobreza.

## Transporte

### Principales carreteras
- U.S. Route 23
- U.S. Route 123
- U.S. Route 441
- Ruta Estatal 15
- Ruta Estatal 17
- Ruta Estatal 105
- Ruta Estatal 115
- Ruta Estatal 197
- Ruta Estatal 255
- Ruta Estatal 365

## Localidades
- Alto
- Baldwin
- Batesville
- Clarkesville
- Cornelia
- Demorest
- Mount Airy
- Raoul
- Tallulah Falls